# حرة رهاط
حرّة رِهاط هي حرّة حمم بركانية تقع في السعودية. وهي أكبر حقل حمم في السعودية. وتقع تحديدًا بين المدينة المنورة شمالا، ووادي فاطمة بالقرب من مكة المكرمة جنوبا لتغطي مساحة تقدر بحوالي 20,000 كيلومتر مربع. وفي حرة رهط يوجد أكثر من 700 فوهة بركانية. وبالقرب منها يوجد فوهة الوعبة.
وحرة رهط واحدة من بين 12 حقلا بركانيا ينتشر في المملكة العربية السعودية، وتحوي حرة رهط وحدها سبعمائة مخروط بركاني.
وكإحدى الظواهر الجغرافية والجيولوجية التي تمثل حالة انتشار الصخور البركانية في الدرع العربي بسبب انتشار البراكين، تقف حرة رهاط ضمن سلسلة الطفوح البركانية بمنطقة المدينة المنورة والتي تغطي مساحات شاسعة تصل إلى 5 - 23% من مساحتها وهي طفوح بازلتية وطفوح بركانية وهي جزء من طفوح غرب الجزيرة العربية التي تمتد من اليمن حتى الهضبة السورية. ومن أشهر الحرات في المنطقة حرة رهط وخيبر وهرمة وعويرض وحلة أبو نار، وقد أطلق على تجمع البراكين وطفوحها اسم الحرات أي من الحرارة والانصهار.
ويشكل حوض البحر الأحمر المنطقة الأغنى بالطفوح البركانية، ويقول د. زغلول النجار، إن المملكة العربية السعودية وحدها تضم 12 حقلا من حقول الحمم البركانية تغطي ما يزيد على 80,000 كيلومتر مربع من مساحتها، سبعمائة مخروط بركاني تنتشر على مساحة وحدود حرة رهط وحدها.

## تاريخ النشاط البركاني
يعد الجزء الشمالي من أكثر أجزاء تلك الحرة نشاطا والذي يقع إلى الجنوب من المدينة المنورة مباشرة بسبب أكثر من ثلاث عشرة ثورة بركانية شهدها وتدفق للحمم خلال الخمسة آلاف سنة الماضية (بما يوازي ثورة بركانية كل أربعمائة عام ) منها:

### ثورة بركان رهط سنة 21 هـ (644 م)
سبقها عدد من الهزات الأرضية العنيفة وأصوات الانفجارات الشديدة.

### ثورة بركان رهط سنة 654 هـ (1256 م)
في سنة 1256 م ثار البركان وتدفق تيار لابة حجمها 0.5 كم مكعب من ست أقماع سكوريا متراصة وتدفقت لمسافة 23 كم حتى وصلت إلى مسافة 4 كم من المدينة المنورة: وقد كان أخر ثوران. وقد كانت للحرة ثورات سابقة.
سبقها عدد من الهزات الأرضية العنيفة وأصوات الانفجارات الشديدة، والتي شكلت الثورة البركانية الأخيرة (654 هـ/1256 م) ستة مخاريط بركانية جديدة، ودفعت بطفوحها لمسافة زادت على ثلاثة وعشرين كيلومترا من الشمال إلى الجنوب، وامتدت حتى الطرف الجنوبي لموقع مطار المدينة المنورة الدولي الحالي، ثم تحولت إلى الشمال.
يُعدّ جبل الملسا الذي يبلغ ارتفاعه 916 مترا عن سطح البحر بركانًا خامدًا يتمتع بفوهة كبيرة على قمته، أحد أجمل المناظر والفوهات البركانية، وقد كونت الحمم التي تدفقت من هذا البركان منذ آخر نشاط له في عام 1265م 645 هـ، العديد من الأنفاق والدعامات ومناظر طبيعية غير عادية، وتوفر المناظر فرصة الاستمتاع بالتشكيلات الطبيعية التي أحدثتها الحمم البركانية الناجمة عن النشاط البركاني والذي استمر بحسب المصادر التاريخية حوالي اثنين وخمسين يوماً، وانساب الصهير منه إلى مسافة 23 كم إلى الشمال من مركز البركان، حيث وصلت حدوده إلى المطار، ولقد توقف انسياب الصهير على مسافة 12 كم من المدينة المنورة، عبر تشققات في القشرة الأرضية بسبب خروج مواد غازية أو سائلة أو صلبة تأتي من باطن الأرض،

## آثار النشاط البركاني: فوهات ونظام شقوق
ويعد بركان جبل الملسا من أشهر أشكال البراكين ذات الشكل المخروطي. أدى انبثاق الغازات والحمم والمواد المنصهرة إلى تكوين فراغات تشكل ما يطلق عليه كهوفا وهي عبارة عن أنابيب طولية تحت سطح الأرض، تكونت بفعل خروج الصهارة (حمم) من فوهة البركان وانسيابها على سطح الأرض. وتمتد تلك الانابيب إلى عدة كيلومترات.
كما تضم الحرة نظام الشقوق الأرضية بطول حوالي 11 كم ويتكون من عدة شقوق منتظمة على هيئة متدرجة يعود تاريخها من 2000 إلى 3000 عام، وقد تسبب انفتاح هذا الشق في حدوث زلزال المدينة المنورة، ويصحب نظام الشقوق البركانية التكوينية هذه عادة أنشطة زلزالية خفيفة كما هو مؤكد عند انبثاق الحرة الشرقية.

## متحف بركاني جيولوجي
حرة رهط صنفت من قبل الهيئة العامة للسياحة والتراث الوطني، كأول متنزه جيولوجي في السعودية يمثل «متحفا بركانيا مفتوحا» ضمن مشروع «حماية المعالم الجيولوجية» في السعودية، وهو نتاج مشروع بدأته منذ عامين، لإعداد قائمة أولية شملت أكثر من 387 موقعا جيولوجيا، والتشكيلات الصخرية ذات الطابع الجمالي، والمعالم الجيولوجية ذات الإرث التاريخي الموجودة في السعودية. واختير موقع الحرة لأسباب سياحية وجمالية، أهمها قرب المتنزه من النطاق العمراني للمدينة المنورة والتشكيلات البركانية النادرة الموجودة في الموقع، إضافة لسهولة الوصول إليه عن طريق البر.
تسعى هيئة السياحة إلى تحويل منطقة حرة رهط إلى أول متحف جيولوجي طبيعي. أصبحت زيارة المنطقة السياحية التي حددت بمساحة 72 كلم مربعا ميسرة عبر طريق مزارع ضعة (الدائري الثالث). ومن أعلى جبل الملسا في حرة رهط يستطيع الزائر التمتع بمنظر رائع للمدينة المنورة التي تلوح في الأفق.

### جبل ملسا
يعد جبل المليساء أو ( الملسا) في حرة رهط (19 كلم جنوب شرقي المدينة المنورة) آخر موقع بركاني خامد في الجزيرة العربية تسعى الهيئة العامة للسياحة والتراث الوطني بالتعاون مع هيئة المساحة الجيولوجية بالسعودية لطرحه أمام الاستثمار كأول متنزه جيولوجي في المملكة.
ويمكن للزائر والباحث الاستمتاع بأوقات مريحة في هذا المتحف وجعله منطقة جذب بطرحه للاستثمار عبر توفير متحف علمي لمحتويات المنطقة وتقديمها بصيغة علمية تسبق زيارة المتحف الطبيعي وتشجيع تنظيم رحلات لها عبر منظمي الرحلات.
وحالياً فإن المقيمين وبعض الزائرين يقصدون هذه المناطق غالبا. ويتميز سطح الحرة بالخشونة فهي تحتوي على كثير من الكتل البازلتية غير الثابتة ويرجع السبب في ذلك إلى أن الصهير في ذلك الوقت كانت برودته سريعة، ولهذا فإن المشي على هذه الصخور شديد الصعوبة وأي شخص يحاول المشي في هذه السطوح يمكن أن يعرض نفسه للضرر.
كما توجد بعض الأشكال الجميلة في المنطقة تستحق الوقوف عليها.

## الاستخدامات الصناعية
البازلت الموجود في حرة رهط يستخدم في صناعة الاسمنت البولازني، والصوف الصخري، وتعبيد ورصف السكك الحديدية... وغيرها من المعادن الصناعية، تسعى وزارة الطاقة والصناعة والثروة المعدنية لطرحها كأحد المواقع التعدينية المتوفر في الحرات المنتشرة بالدرع العربي مثل حرة رهط و حرة كشب.

## وصلات خارجية
- برنامج النشاط البركاني العالمي